# Anas rubripes
El ánade sombrío, ánade sombrío americano, pato negro, pato negro americano (Anas rubripes) es un pato de gran tamaño, perteneciente a la familia de las Anatinae.
El macho adulto tiene un pico color amarillo y ojos oscuros, su cuerpo es oscuro, y plumaje algo más claro en la cabeza y el cuello, las piernas son de color naranja. La hembra adulta tiene un aspecto similar, pero es un poco más clara en general y tiene la cabeza de color gris-verdoso. Ambos sexos tienen plumas de color púrpura-azul brillante en las alas, que no se limitan solo con el blanco la ánade real. El comportamiento y la voz son similares al ánade real o azulón (Anas platyrhynchos).

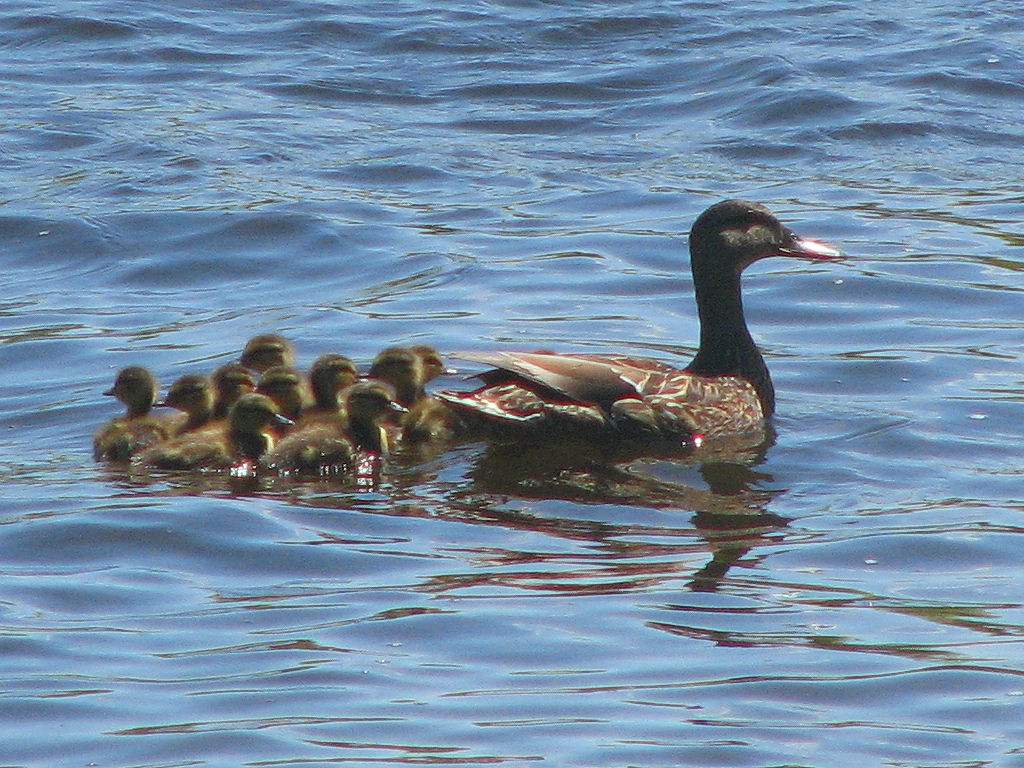
Hembra con sus crías.

## Hábitat
Su hábitat son los lagos, estanques, ríos, pantanos y otros ambientes acuáticos en el este de Canadá, incluidos los Grandes Lagos y en las montañas de Adirondack en los Estados Unidos. El Pato Negro se entrecruzan con otras variedades de patos de la especie Anas platyrhynchos, con los que está estrechamente relacionado. Algunas autoridades consideran incluso, que el Pato Negro es una subespecie del ánade real, y no una especie aparte. Esto es un error, ya que el grado de  hibridación por sí solo no es un medio válido para delimitar especies Anas.

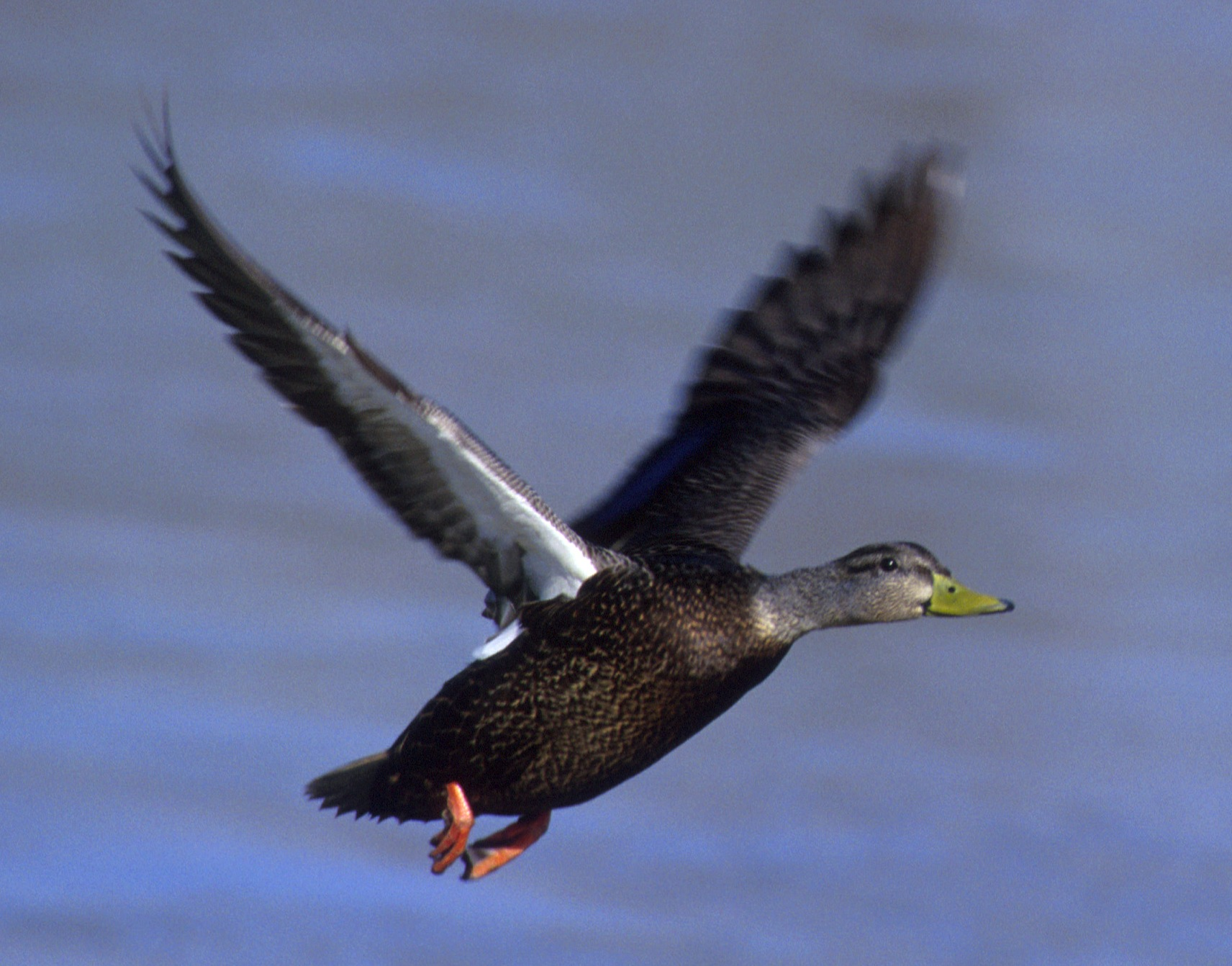
Pato negro durante el vuelo.

En el pasado los patos negros y los ánades reales vivían en hábitats separados, según su preferencia. El oscuro plumaje de los patos negros tiene una ventaja selectiva en los estanques bajo la sombra  de los bosques en el este de América del Norte, y en cambio, los patos de plumaje más claro o más brillante, tienen mejor ventaja en lagos de llanuras abiertas. En los últimos tiempos, la deforestación en el este, y la plantación de árboles en las llanuras, ha roto esta separación de hábitat, dando lugar a altos niveles de hibridación entre las especies. Sin embargo, se desconoce la tasa de hibridación del pasado, pero es posible deducir[¿quién?] que las anteriores tasas eran inferiores a los valores que se observan hoy en día.[cita requerida]
Los híbridos no se pueden distinguir fácilmente en el campo y, en consecuencia, gran parte de la dinámica de hibridación de la especie sigue siendo desconocida. Se ha puesto de manifiesto en los estudios en cautiverio,[¿cuál?] sin embargo, que los híbridos siguen la  Regla de Haldane donde las hembras híbridas a menudo mueren antes de alcanzar su madurez sexual, lo que pone de manifiesto que el pato negro americano es una especie distinta.
Esta especie es parcialmente migratoria y muchos ejemplares invernan en el centro-este de los Estados Unidos, especialmente en las zonas costeras; pero otros ejemplares permanecen en la región de los Grandes Lagos durante todo el año. Estas aves se alimentan en aguas poco profundas, y pastorean sobre tierra. Principalmente viven de plantas, pero también algunos moluscos e insectos acuáticos. Los huevos son de color beige verdoso. Ponen entre seis y catorce huevos, y los incuban en un promedio de treinta días.
Este pato algunas veces es visto en Gran Bretaña, donde a lo largo de los años, varios tipos de aves se han asentado y criados con los patos locales. Los híbridos resultantes presentan una considerable dificultad para su identificación.

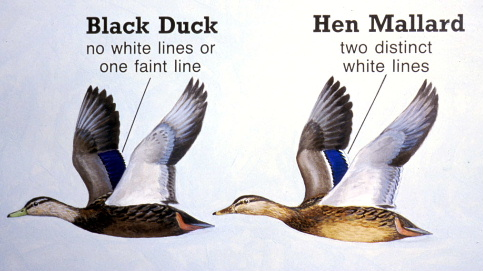
Gráfico comparativo que muestra la diferencia de la hembra Ánade real.

## Estado actual de la especie
El Pato Negro ha sido valorado como un ave de caza, siendo muy cuidadoso y rápido en el vuelo. Aunque esta es una especie de menor preocupación, su número disminuye poco a poco debido a la destrucción del hábitat. Algunos ecologistas que consideran la hibridación y la competencia con el Ánade real es una fuente adicional de preocupación. Cabe señalar que la hibridación en sí no es el principal problema, ya que la selección natural se encargará de que los mejores individuos en adaptarse, sean los supervivientes. Sin embargo, la reducción de la viabilidad de las hembras híbridas hace que muchas crías mueran a largo plazo, ya que los hijos mueren antes de reproducirse
. Si bien esto no es un problema para el ‘’ánade real’’ que es una especie abundante, si supondrá una presión adicional sobre la población del Pato Negro Americano.